# Raymondia pseudopagodarum
Raymondia pseudopagodarum är en tvåvingeart som beskrevs av Jobling 1951. Raymondia pseudopagodarum ingår i släktet Raymondia och familjen lusflugor. Inga underarter finns listade i Catalogue of Life.